# Fresh FM
Fresh FM was een Nederlands regionaal, commercieel radiostation dat te ontvangen was via ether in de regio's Groot-Amsterdam, Utrecht, Haaglanden en Rijnland/Haarlemmermeer. Op Fresh FM werd voornamelijk dancemuziek gedraaid.
De zender richtte zich op luisteraars tussen 17 en 49 jaar en was binnen zijn uitzendgebied een van de best beluisterde regionale radiozenders. De studio was gevestigd in Zoetermeer.
Fresh FM bestond sinds 1999 en had tijdens de Zerobase in 2003 een kavel gekregen met als uitzendgebied delen van Noord-Holland (Amsterdam, Haarlemmermeer en Haarlem), Zuid-Holland (Den Haag, Alphen aan den Rijn en Leiden) en de stad Utrecht. De slogan is "Voel je goed!" en "It's all about the music".

## Aanpassing muziekformat
Rechtenorganisaties BUMA en SENA hadden een kort geding tegen de commerciële radiozender aangespannen, vanwege het herhaaldelijk niet betalen van de licenties om uit te mogen zenden. Als gevolg van de uitspraak draaide Fresh FM medio juni 2016 alleen nog veelal onbekende dance- en housemuziek. De populaire dance- en houseplaten werden van de playlist gehaald, omdat de rechten voor die nummers bij BUMA/SENA liggen. Ook werden alle gezongen jingles van de zender gehaald en de meeste gepresenteerde en DJ-programma’s gestaakt. Daarnaast werden ook de reguliere uitzendingen van alle themakanalen gestaakt en vervangen door rechtenvrije club- en trancemuziek.
Sinds begin april 2017 was Fresh FM echter weer te horen met het oude format van dancehits uit de 90’s en 00’s, afgewisseld met dancehits van dat moment. Ook de gezongen jingles waren weer terug op de zender. Het radiostation was inmiddels overgenomen en nu in handen van SB Radio van ondernemer Paul Welling.
Doordat Fresh FM weigerde de in het FM-kavel ingecalculeerde verbeteringen voor de ontvangst in gebruik te nemen, verloor het uiteindelijk zijn licentie om op FM uit te mogen zenden. 31 augustus 2017 stopte de zender met de uitzendingen via de ether. Fresh FM is daarna nog enige tijd als internetstation blijven bestaan, maar in oktober 2018 moest men uiteindelijk ook de online activiteiten staken. Hiermee kwam het definitieve einde van deze zender.

## Deejays (selectie, o.a.)
- Jurgen Rijkers
- Wytske Kenemans
- John Digweed
- Ferry Corsten
- Adam Beyer
- Paul van Dyk
- Edwin Noorlander
- Roger Sanchez
- DJ Jean
- Michel de Hey
- Carl Cox
- Above & Beyond
- Armin van Buuren
- Johan Gielen
- Gijs Alkemade
- Peter van Leeuwen
- Mark van Dale
- DJ Chard
- Erwin van der Bliek
- Frank Schildkamp
- DJ Norman
- DJ Cor de Splinter
- The Darkraver
- DJ Gizmo
- Lucien Foort
- Erik van Kleef

## House Top 1000
Traditioneel in het paas- of pinksterweekend presenteerde de regionale zender de 'Fresh House Top 1000 Aller Tijden'. De eerste editie op Fresh werd van 21 tot en met 24 mei 2010 uitgezonden. De laatste editie vond plaats in 2017, totdat er in de laatste uren voor de ontknoping een abrupt einde kwam aan de etheruitzending. Dit betekende ook meteen het einde van de gepresenteerde uitzendingen op Fresh FM. Sinds mei 2018 wordt de House Top 1000 uitgezonden door WILD FM Hitradio en het online radiostation Deep Radio.